# Kerlingarfoss
Kerlingarfoss (che in lingua islandese significa: cascata del ruscello) è una cascata alta 60 metri situata nella penisola di Snæfellsnes, nella regione del Vesturland, nella parte occidentale dell'Islanda.

## Descrizione
Il Fossá/Fosslaekur (torrente della cascata), all'uscita di Fossgils cade per 60 metri da una parete rocciosa, va poi a confluire nel Laxá á Breið e poi prosegue a nordest di Rif, villaggio di pescatori del comune di Snæfellsbær, prima di terminare il suo corso nell'Oceano Atlantico dove sfocia nel fiordo Breiðafjörður.

## Accesso
La cascata Kerlingarfoss è situata tra Ólafsvík e Rif, lungo la strada S574 Útenesvegur. Dalla S574 si prosegue lungo una strada sterrata in direzione della fattoria Sveinnstadir fino alla fine della strada, nei pressi della fattoria Foss. Di qui occorre proseguire a piedi per altri 500 metri.
Kerlingarfoss si trova circa 650 metri a est della cascata Svöðufoss, posta sul fiume Laxa.